# Otzwiller
Ne doit pas être confondu avec Otzweiler.
Otzwiller (également orthographié Otzviller) est un hameau de la commune française de Schwerdorff, dans le département de la Moselle.

## Géographie
Située à l'est de Schwerdorff, cette localité est limitrophe de la frontière franco-allemande.

## Toponymie
- Anciennes mentions : Olsweiller (tabl. Par.), Otzweiler (dict. Viv.), Oltzweiller (1868)[1].
- Eutzweller et Outsweiler en francique lorrain[2].

## Histoire
Sous l'ancien régime, Otzwiller fait partie du bailliage de Bouzonville et du diocèse de Trèves.
Le hameau est annexé par la Prusse de 1815 à 1829, autrement dit du traité de Paris jusqu'à la convention du 23 octobre 1829 entre la France et la Prusse.

## Lieux et monuments
- Chapelle, construction débutée en 1921.